# Puntius everetti
Puntius everetti (Boulenger, 1894) è un pesce d'acqua dolce appartenente alla famiglia Cyprinidae.

## Distribuzione e habitat
È diffuso in torrenti dalla corrente non troppo intensa e piccoli laghi poco profondi in Sumatra e Borneo, spesso all'interno di foreste.

## Riproduzione
È oviparo e la fecondazione è esterna. Non ci sono cure nei confronti delle uova.

## Alimentazione
È onnivoro e si nutre sia di piante che di piccoli invertebrati come insetti e crostacei.

## Acquariofilia
Può essere allevato in acquario.